# رمزي أبو رضوان
 رمزي أبو رضوان (من مواليد 1979)، هو ملحن فلسطيني، منظم، معلم، وفيولا ولاعب بزق. وهو قائد «فرقة دلعونا» و«فرقة فلسطين الوطنية للموسيقى العربية». أسس مركز الموسيقى الكمنجاتي وتعاون مع العديد من الموسيقيين العالميين والمشاهير. درس لأول مرة في معهد إدوارد سعيد الوطني للموسيقى، ثم في المعهد الإقليمي للمغاربة (فرنسا). تم صنع العديد من الأفلام الوثائقية عن حياته، بما في ذلك فيلم «ليس لها بندقية» (2005) و«اللعب فقط» (2012).هو الموضوع الرئيسي لكتاب أطفال الحجارة: قوة الموسيقى في الأرض الصلبة (الحجرية) للكاتب ساندي تولان (2015).

## حياته
ولد في بيت لحم في عام 1979 ونشأ في مخيم الأمعري للاجئين في رام الله.، عندما كان يبلغ من العمر ثماني سنوات، شارك في الانتفاضة الأولى وأصبح مصدر إلهام بسبب صورة بعدسة وكالة أنباء عالمية، وأخرى لمصور مكسيكي كانت أيقونة لهذا الطفل الذي حملت يده الحجارة، وباتت تحمل الكمان، وتؤسس ليد تقاوم الأحتلال بالثقافة، تحديداً الموسيقى، كما تبين أنه يستعد لإلقاء حجر على دبابة. فقد أخوه وابن عمه والعديد من أصدقائه أثناء الانتفاضة. كما أنشأ رمزي أبو رضوان مدارس موسيقية لأطفال فلسطين، خاصة أطفال مخيمات اللاجئين والقرى والمناطق المهمشة، وهو عضو مجلس إدارة شبكة الفنون الأدائية الفلسطينية، ومؤسسة موسيقى في حقوق الإنسان، ومؤسس ومدير فني ومنظم لأكثر من 20 مهرجاناً في فلسطين، منها مهرجان الباروك الموسيقي، ومهرجان أيام الموسيقى، ومهرجان رحلة موسيقية للموسيقى الروحية التقليدية.
في أكتوبر 2002، أسس جمعية الكمنجاتي («عازف الكمان»)، والتي تهدف إلى جلب الموسيقى الكلاسيكية للأطفال الفلسطينيين الفقراء.
في عام 2010، أسس فرقة فلسطين الوطنية للموسيقى العربية، وهي فرقة مكونة من 30 عضوًا تؤدي الموسيقى العربية الكلاسيكية والمؤلفات الأصلية.
في عام 2008، كان له العديد من الأسطوانات منها إسطوانة "لو أن" استطاع الفنان الفلسطيني عبر مقطوعات هذه الأسطوانة أن يطوع آلة البزق ليرصد في قرابة عشر مقطوعات موسيقية، حكاية الشعب الفلسطيني.
في عام 2012، أصدر ألبومه المنفرد Reflections of Palestine الذي وصفه ديفيد مين على أنه موسيقى شعبية مؤثرة. وحصل على جائزة مشروع الصوتية إيندي عن أسطوانة "انعكاس فلسطين".
وفي عام 2017 تم اختيار رمزي أبو رضوان شخصية العام الثقافية من قبل وزارة الثقافة الفلسطينية.، وحصل على جائزة غاندي الدولية للسلام.

## المزيد من القراءة
ستيفاني تولان، أطفال الحجر: قوة الموسيقى في الأرض الصلبة، بلومزبري، 2015. (ردمك 9781608198139)

## روابط أخرى
- Official site
- Official al Kamandjâti site
- Photograph of Ramzi as an eight-year-old
- Palestine National Ensemble of Arabic Music
- Youtube channel
- Ramzi Aburedwan ديسكغرفي في ميوزك برينز